# Едуард Басс
Едуард Басс (ім'я при народженні Едуард Шмідт; 1 січня 1888, Прага — 2 жовтня 1946, Прага) — чеський прозаїк, журналіст, співак і актор.

## Біографія
Едуард Басс народився 1 січня 1888 року в Празі в сім'ї Вацлава Шмідта — власника фабрики щіток поблизу Праги. Після закінчення реального училища молодий спадкоємець відправився представником батьківської фірми до Швейцарії. Деякий час він відвідував Цюріхський політехнічний інститут. Тільки в 1914 році банкрутство батька назавжди звільнило Едуарда Шмідта від обов'язків комівояжера і неприємною для нього перспективи стати фабрикантом. Неприємною з двох причин: по-перше, до цього положення було б важко поєднати радикально-анархічні погляди, які він сповідував після знайомства з літераторами і художниками, групувалися навколо поета-революціонера Станіслава Костки
З 1910 року Едуард працював співаком, журналістом та режисером кабаре. З 1921 р. — редактор газети « Lidové noviny», з 1933 р. — її головний редактор.

## Творчість
Серед його творів найвідомішим сьогодні є гумористичний роман для молоді « Клапзубова єдентактка» («Одинадцять» Клапзуби, 1922, про непереможну футбольну команду з 11 братів) та роман « Цирк Умберто» («Цирк Гумберто», 1941, епічна сага про людей, що працюють у цирках).
Його фейлетони, анекдоти, гуморески та сатири черпають свій матеріал переважно з празької мистецької сцени, його репортажі та гротески — також із спорту.
- Fanynka a jiné humoresky , 1917, версія фільму: Чехословаччина 1987 (ТБ, режисер: Ярослав Дудек)
- Jak se dělá kabaret? , 1917 рік
- Náhrdelník : Detektivní komedie o Once aktu, 1917
- Летаки, 1917-19 , 1920
- Případ v čisle 128 a jiné historky , 1921
- Klapzubova jedáctka , 1922 ( 1935, нове видання Вупперталь 2007), екранізація: Чехословаччина 1938 (режисер: Ладіслав Бром), Чехословаччина 1967 (телережисер, режисер: Едуард Гофман)
- Arbes nenapsal, Vrchlickýnezbásnil , літературні пародії 1930
- Umělci, mecenáši a jiná čeládka , 1930
- Šest děvčat Williamsonových
- Potulky pražského reportéra
- Holandský deníček , 1930
- Divoký život Alexandra Staviského , 1934
- Čtení o roce osmačtyřicátém , 1940
- Potulky starou Prahou — vycházelo v letech 1921—1941 , (німець, що прогулюється старою Прагою)
- Цирк Умберто , роман 1941 (німецький цирк Гумберто, 1951), зйомки: Чехословаччина 1988 (серіал, режисер: Франтішек Філіп)
- Lidé v Maringotkách — Též Lidé z maringotek , 1942 (німецька: The Comedy Wagon, 1958), екранізація: Чехословаччина 1966 (режисер: Мартін Фріч)
- Kázáníčka , 1946
- Казковий корабель (німецький, 1959)